# منشور مجهول
المنشور المجهول هو ببساطة المدخل على استخدام نظام لوحات النشرات أو منتديات الإنترنت أو منتديات مناقشة أخرى، ولكن بدون استخدام أسماء حقيقية (أو أكثر شيوعاً باستخدام أسماء مستعارة غير معروفه). لا تسمح بعض المنتديات عبر الإنترنت مثل Slashdot و Techdirt بمثل هذه المنشورات، مما يتطلب تسجيل المستخدمين إما باسمهم الحقيقي أو باستخدام اسم مستعار. آخرون مثل JuicyCampus ، AutoAdmit ، 2channel ، وغيرها من لوحات الصور المستندة إلى Futaba (مثل 4chan) تزدهر بسبب عدم الكشف عن هويتها. يتفاعل مستخدمو 4chan ، على وجه الخصوص، في بيئة مجهولة الهوية وسريعة الزوال تسهل التوليد السريع لاتجاهات جديدة.

## تاريخ عدم الكشف عن الهوية على الإنترنت
يمكن تتبع عدم الكشف عن الهوية عبر الإنترنت لمجموعات الإخبارية لـ Usenet في أواخر التسعينيات، حيث تم تقديم فكرة استخدام رسائل البريد الإلكتروني غير الصالحة للنشر على مجموعات الأخبار. تم استخدام هذا بشكل أساسي للمناقشة حول مجموعات الأخبار المتعلقة بموضوعات حساسة معينة. كان هناك أيضاً إدخال رسائل معاد إرسالها وتعتبر في الواقع مجهولة المصدر، حيث كانت قادرة على إزالة عنوان المرسل من حزم البريد قبل إرسالها إلى المتلقي. نشأت الخدمات عبر الإنترنت التي سهلت النشر المجهول في منتصف عام 1992 تقريباً، التي نشأت مع مجموعة cypherpunk.
مقدمة لمنتديات الإنترنت مثل 2channel و 4chan كانت لوحات نصية مثل Ayashii World و Amezou World التي وفرت القدرة على النشرات مجهولة المصدر في اليابان. استلهمت ثقافة Usenet هذه «اللوحات النصية مجهولة المصدر» وركزت في المقام الأول على التكنولوجيا، على عكس سلالتهم الأخرى.
اليوم، تتلقى لوحات الصور حركة مرور هائلة عبر الإنترنت من جميع أنحاء العالم. في عام 2011، على لوحة 4chan الأكثر شعبية، كان هناك ما يقرب من 35000 موضوع و 400000 منشور يتم إنشاؤها يومياً. في ذلك الوقت، كان هذا المستوى من المحتوى على قدم المساواة مع YouTube. تشير هذه الحركة المرتفعة إلى طلب واسع من مستخدمي الإنترنت لمواقع مشاركة المحتوى المجهول.

## مستويات عدم الكشف عن الهوية
قد يتعلق عدم الكشف عن الهوية على الإنترنت باستخدام كل من الأسماء المستعارة أو لا يتطلب أي مصادقة على الإطلاق (وتسمى أيضاً «عدم الكشف عن الهوية الكاملة») للنشر على موقع ويب. الهوية على الإنترنت محدودة أيضاً ومحصورة بعناوين IP . على سبيل المثال، يربط WikiScanner عمليات التحرير المجهولة في ويكيبيديا بعنوان IP الذي أجرى التغيير ويحاول تحديد الكيان الذي يملك عنوان IP. على مواقع الويب الأخرى، قد لا تكون عناوين IP متاحة للعامة، ولكن يمكن الحصول عليها من مسؤولي الموقع فقط من خلال التدخل القانوني. قد لا تكون دائماً هذه العمليات قابلة للرجوع إلى الملصق.

## التقنيات والطرق
استخدام أسماء مستعارة من شأنها بأن تسمح للناس بالنشر دون الكشف عن هويتهم الحقيقية. الأسماء المستعارة، ومع ذلك، لا تزال عرضة لتتبعها إلى عنوان IP للمستخدم. لتجنب التعقب على عنوان IP ، من الممكن النشر عبر جهاز كمبيوتر عام حيث يكون عنوان IP عادةً ضمن نطاق مساحة العمل العامة مثل المقهى، وبالتالي لا يمكن تتبعه إلى المستخدم الفردي، ويصعب بعد ذلك عملية تعقب الهوية ومعرفة الفرد نفسه.

### الميمات
هناك طريقة أخرى ينشرها الأشخاص مجهولي الهوية عبر الإنترنت من خلال استخدام الميمات. «اعتراف الدب» أو "Confession Bear" هي واحدة من أكثر الميمات الشعبية والتي يتم ترويجها من قبل مستخدمي الإنترنت. يستخدم الناس "Confession Bear" لنشر كل شيء من قصص مضحكة ومحرجة إلى الأفكار المضطربة للغاية.

### التقنية
هناك خدمات موصوفة على أنها مجهولة المصدر تهدف إلى تزويد المستخدمين بالقدرة على النشر دون الكشف عن هويتهم عن طريق إخفاء معلومات التعريف الخاصة بهم. المجهولون هم في الأساس خوادم بروكسي تعمل كوسيط بين المستخدم الذي يريد نشر هويته وموقع الويب الذي يسجل معلومات المستخدم مثل عناوين IP. يعد الخادم الوكيل هو الحاسب الوحيد في هذه الشبكة الذي يدرك معلومات المستخدم ويوفر معلوماته الخاصة لإخفاء هوية الملصق. من أمثلة عوامل إخفاء الهوية هذه I2P وTor ، والتي تستخدم تقنيات مثل تقنيات التوجيه البصلي وتوجيه الثوم لتوفير تشفير محسن للرسائل التي تنتقل عبر خوادم بروكسي متعددة.
تطبيقات مثل PGP تعمل باستخدام تقنيات مثل المفاتيح الخاصة والمفاتيح العامة، حيث تستخدم التشفيرات أيضاً للمستخدمين قي نشر المحتوى في مجموعات من الأعضاء وغيرها من المنتديات على الإنترنت.

## المعايير واللوائح القانونية

### الصين
تقترح المسودة المنقحة لـ «خدمات معلومات الإنترنت» التي تصدرها الحكومة الصينية  أن «مقدمي خدمات معلومات الإنترنت، بما في ذلك المدونات الصغيرة والمنتديات والمدونات، التي تسمح للمستخدمين بنشر المعلومات على الإنترنت يجب أن تضمن تسجيل المستخدمين بهوياتهم الحقيقية». ابتداءً من يوم 1 من شهر أكتوبر لعام 2017، سيتطلب من مستخدمي الإنترنت التعرف على أسمائهم الحقيقية لاستخدام أقسام التعليقات على الأخبار ومواقع التواصل الاجتماعي.

### الفلبينيين
أقرت الحكومة الفلبينية قانون منع الجرائم الإلكترونية وذلك في يوم 12 من شهر سبتمبر بعام 2012، والذي يمنح وزارة العدل من بين أشياء أخرى القدرة على «منع الوصول إلى» بيانات الحاسب«والتي تنتهك القانون؛ وبعبارة أخرى، موقع ويب يستضيف تشهيراً جنائياً يمكن اغلاق الخطاب دون أمر من المحكمة».

### المملكة المتحدة
بموجب قانون التشهير لعام 2013، في دعوى ضد أحد مشغلي موقع الويب، في بيان منشور على موقع الويب، يعد دفاعاً عن إثبات أنه ليس المشغل هو الذي نشر البيان على موقع الويب. يُهزم الدفاع إذا لم يكن من الممكن للمدعي تحديد هوية الشخص الذي نشر البيان.

### الولايات المتحدة الأمريكية
في الولايات المتحدة، يحمي التعديل الأول والعديد من القوانين الأخرى حق التحدث عبر الإنترنت دون الكشف عن هويته. تقيد هذه القوانين قدرة الحكومة والمدنيين على الحصول على هوية متحدثين مجهولين. يقول التعديل الأول إن «الكونغرس لن يصدر أي قانون... يقضي على حرية التعبير أو الصحافة». تم تفسير هذه الحماية من قبل المحكمة العليا في الولايات المتحدة لحماية حق التحدث دون الكشف عن هويتك.
على سبيل المثال، في قضية ماكينتير ضد أوهايو للانتخابات ، ألغت المحكمة العليا قانون ولاية أوهايو الذي يحظر توزيع كتيبات الانتخابات مجهولة المصدر، مدعيا أن «قرار المؤلف بالكشف عن هويته... هو جانب من جوانب حرية التعبير المحمية بموجب التعديل الأول» وأن «المنشورات المجهولة ليست ممارسة خبيثة ومزيفة، لكنها تقليد مشرف في مجال الدعوة والمعارضة»، وكذلك «درع» ضد ما يسمى بطغيان الأغلبية. وقد فسر العديد من المحاكم هذه الحماية دون اتصال بالشبكة لتمتد إلى عالم الإنترنت.
قد يتطلب تحديد مؤلف منشور مجهول أمر استدعاء Doe . يتضمن ذلك الوصول إلى عنوان IP الخاص بالملصق عبر موقع الاستضافة. يمكن للمحاكم أن تأمر مزود خدمة الإنترنت بتحديد المشترك الذي خصص له عنوان IP المذكور. طلبات الحصول على هذه البيانات تكون دائماً مثمرة، على الرغم من أن مقدمي الخدمة سوف يؤثرون غالباً على مدة محدودة من الاحتفاظ بالبيانات (وفقاً لسياسة الخصوصية الخاصة بكل منها - قد يحدد القانون المحلي الحد الأدنى و / أو الحد الأقصى للمدة). لقد تم الطعن في استخدام عناوين IP ، في الآونة الأخيرة، كوسيلة مشروعة لتحديد هوية المستخدمين المجهولين.
في يوم 21 من شهر مارس بعام 2012، قدم مجلس شيوخ ولاية نيويورك مشروع القانون المسمى S.6779 (و A.8668) المسمى «قانون حماية الإنترنت». تقترح قدرة مسؤول موقع ويب لموقع ويب مقره نيويورك على تعليق تعليقات مجهولة إلا إذا وافق مؤلف التعليق الأصلي على تحديد هويته في المنشور.

## في المجتمعات عبر الإنترنت
تختلف المجتمعات عبر الإنترنت مع مواقفها في منشورات مجهولة. تسمح ويكيبيديا بالتحرير المجهول في معظم الحالات ولكنها لا تصنف المستخدمين؛ بدلاً من ذلك، يتم التعرف عليهم من خلال عناوين IP الخاصة بهم، مع الإشارة إلى المحررين الآخرين عادةً بعبارات محايدة مثل "anons" أو "IPs".
تتطلب العديد من لوحات النشرات عبر الإنترنت من المستخدمين التوقيع على الكتابة - وفي بعض الحالات، حتى على قراءة المشاركات. تتخذ 2channel وغيرها من لوحات الصور التي تستند إلى Futaba موقفاً معاكساً، حيث تشجع على عدم الكشف عن هويتها، وفي حالة المواقع الإلكترونية المستندة إلى Futaba باللغة الإنجليزية، يتم استدعاء أولئك الذين يستخدمون أسماء المستخدمين ورموز الرحلات «علامات الأسماء» و "richeys"، على التوالي. وفقاً لما يقتضيه القانون، تتطلب المجتمعات مثل 4chan تسجيل عناوين IP لمثل هذه الملصقات المجهولة. ومع ذلك، لا يمكن الوصول إلى هذه البيانات إلا بواسطة مسؤول موقع معين.
لا يشجع Slashdot النشر المجهول من خلال عرض "Anonymous Coward" كمؤلف لكل منشور مجهول. يُقصد بالمصطلح المهين أقل ما يقال أن يخدع المساهمين المجهولين في تسجيل الدخول.

## تداعيات

### الآثار على المستخدمين
تم ربط تأثيرات النشر على الإنترنت دون الكشف عن الهوية بتأثير disinhibition على الإنترنت لدى المستخدمين بينما تم تصنيفها في صورة إما إزالة حميدة أو سامة. يمكن أن يؤدي التطهير إلى سوء السلوك ولكن يمكن أيضاً في تحسين علاقات المستخدم. وقد يؤدي ذلك أيضاً إلى زيادة الكشف عن المعلومات بين مستخدمي الإنترنت، مما يتيح مزيداً من التقارب العاطفي والانفتاح في سياق اجتماعي آمن.
كما تم ربط اتصال الحاسب المجهول بإبراز التنميط الذاتي. الرغم من ارتباطه بتأثيرات ملحوظة في الفروق بين الجنسين، إلا عندما يحمل الموضوع التشابه ويتناسب مع الصورة النمطية للجنس.
اقترحت دراسة أجريت عام 2015 أن أقسام التعليقات الإخبارية المجهولة أكثر عرضة للتعليقات غير المدنية، خاصة تلك الموجهة إلى المستخدمين الآخرين. من المحتمل أيضاً أن يكون مستخدمو قسم التعليق الإخباري المجهول غير مهذب من خلال كونهم طموحين وسالمين.
فيما يتعلق باستدعاء عدائي في كاليفورنيا، سأل المعلقون عما إذا كان سيكون هناك «تأثير ليلفيلد وباريت» (Laygield & Barrett): إنه أمر تقشعر له الأبدان عندما تكون الوظيفة هي مراجعة منشورة كتبت بحرية التعبير. في يوم 2 من شهر مايو في عام 2016، من خلال المحام الخاص بها، أصدر لايفيلد وباريت وشريكه فيل لايفيلد مذكرة استدعاء على Glassdoor تسعى للحصول على هويات عبر الإنترنت للموظفين السابقين الذين نشروا مراجعات نقدية وسلبية للغاية. صرح المسؤولون التنفيذيون في Glassdoor أنهم سيحاربون أمر الاستدعاء لأنهم أقاموا بحق جهوداً أخرى للكشف عن هويات مجهولة الهوية في الماضي القريب. وقد فاز المتقاضون الآخرون في كاليفورنيا بحقهم في نشر تعليقات سلبية عن العمل دون الكشف عن هويتهم، لكن القانون لا يزال موضع خلاف ساخن.

### التأثيرات على المجتمعات عبر الإنترنت
إن شروط إلغاء التفرقة، مثل «إخفاء الهوية، انخفاض الوعي الذاتي، وتقليل التنظيم الذاتي»، تعزز إبداعات المجتمعات عبر الإنترنت بنفس الطريقة التي قد تستخدم بها في وضع عدم الاتصال. هذا واضح في تكاثر المجتمعات مثل Reddit أو 4chan التي تستخدم مجهولة الهوية أو الاسم المستعار الكامل، أو أدوات مثل Informers (التي تضيف عدم الكشف عن هويته إلى وسائل التواصل الاجتماعي غير مجهولة مثل Facebook أو Twitter)، لتزويد مستخدميها بالقدرة على النشر محتوى متنوع. لقد تم اعتبار تأثير التخليق في هذه الأمور شيئاً مفيداً في «مواضيع المناقشة والنقاش من خلال توفير غطاء لمحادثات أكثر حميمية وانفتاحاً».
تخلق «الوظائف المؤقتة»، أو الطبيعة القصيرة العمر، للمشاركات الموجودة على بعض لوحات الصور المجهولة مثل 4chan بيئة سريعة الخطى. اعتباراً من عام 2009، كان عمر المنشورات على 4chan مايقارب 3.9 دقيقة كمتوسط أعمار المنشورات بشكل تقريبي.
هنالك أيضاً أبحاث تشير إلى أن المحتوى الذي يتم نشره في هذه المجتمعات يميل أيضاً إلى أن يكون أكثر انحرافاً في الطبيعة عن غيره. كما تم ربط القدرة على النشر دون الكشف عن هويته بانتشار المواد الإباحية في مجموعات الأخبار والمنتديات الأخرى عبر الإنترنت حيث يستخدم المستخدمون آليات متطورة مثل المذكورة والموجودة في عالم التكنولوجيا.

## روابط خارجية
- الخصوصية للأشخاص الذين لا تظهر سرتهم